# Sven Strömberg (programledare)
Sven Gunnar Strömberg, född 1 december 1941 i Klosters församling i Eskilstuna, Södermanlands län, är en svensk journalist och TV-profil.
Strömberg inledde sin karriär som korrekturläsare på Tidningen Folket år 1960. Han fick så småningom en reportertjänst på tidningen. I oktober 1963 fick han för första gången möjlighet att jobba med radio som stringer när den brittiska rockgruppen The Beatles spelade på Sporthallen i Eskilstuna. Strömberg gav bandet en dålig recension. 1964 fick han en fast tjänst på Sveriges Radio i Örebro.
1967 lämnade Strömberg Örebro för Aktuellt i Stockholm. Här vikarierade han ibland som nyhetsuppläsare för att senare bli permanent sådan. Han var även korrespondent i Washington 1973–1976 och London 1977–1978. Åren 1984–1987 var han korrespondent i Tokyo.
När redaktionerna i TV1 och gamla TV2 slogs samman 1987 lämnade Strömberg nyhetsarbetet för att bli chef för Kanal 1 Aktualiteter. 1991 blev han istället chef för Kanal 1 Evenemang och biträdande programdirektör.
I september 1993 återkom han till TV-rutan för att åter leda Aktuellts huvudsändning. Under 1995 gjorde han motorprogrammet Race 1.
I september 1996 blev Strömberg Aktuellts korrespondent i Washington. Lars Adaktusson övertog hans roll som nyhetsankare. Två år senare blev Adaktusson USA-korrespondent och Strömberg återvände till Aktuellt. Under år 2001 arbetade Strömberg med SVT:s kungliga bevakning. Det årets upplaga av Året med kungafamiljen blev Strömbergs sista program för SVT innan han lämnade företaget vid årsskiftet.

## Filmografi
Roll
- 1971 – Lavforsen – by i Norrland (TV-serie)

Spekar
- 1976 – Kamrer Gunnarsson i skärgården